# Estonski zgodovinski muzej
Estonski zgodovinski muzej (estonsko Eesti Ajaloomuuseum) je muzej zgodovine Estonije v Talinu. Leta 1864 ga je kot Deželni muzej ustanovil lekarnar  Johann Burchart, vodja lekarne  Raeapteek v talinski mestni hiši.
Muzej v sedanji obliki je bil odprt leta 1987. Je nadaljevanje svojega predhodnika iz 19. stoletja, kateremu je dodal politične in družbene pretrese 20. stoletja. Med eksponati so zgodovinsko oblečene lutke in prikazi notranjosti estonskih domov. Štirideseta in petdeseta leta 20. stoletja predstavljajo vojaške uniforme in orožje. V muzeju je  originalna koča Gozdnih bratov, legendarnih partizanov, ki so se borili proti sovjetski okupaciji, in replika pisalne mize, ki jo je uporabljal sekretar komunistične partije.
Muzej je na štirih lokacijah: Palača Maarjamäe, Velika cehovska dvorana, Filmski muzej in Muzej gledališča in glasbe.

## Zgodovina
Leta 1802 je talinski lekarnar Johann Burchard začel zbirati predmete in svojo zbirko imenoval  Mon Faible (Moja slabost). Prvi predmet je bila pipa za kajenje opija iz Kitajske. Zbirko je razstavil  v Hiši Črnoglave bratovščine. 
Gradivo za ustanovitev  muzeja je začelo leta 1842 zbirati tudi  Estonsko literaturno društvo (estonsko Estländische Literärische Gesellschaft) in leta 1864 pri Knutovem cehu ustanovilo Pokrajinski muzej estonskega literarnega društva.
Med sovjetsko okupacijo Estonije je bil muzej nacionaliziran. Njegove zbirke so bile razdeljene drugim muzejem, nekaj gradiva pa je bilo uničenega. Leta 1952 se je muzej preselil v Veliko cehovsko dvorano in bil leta 1989 preimenovan v Estonski zgodovinski muzej.

## Palača Maarjamäe
Leta 1873 je zemljišče, na katerem stoji palača Maarjamäe, kupil grof Anatolij Orlov-Davidov (1837-1905) od Kristijana Abrahama Rotermanna, ki je na zemljišču zgradil parni mlin in tovarne. Orlov-Davidov je dvorec poimenoval Marienberg, verjetno v čast svoji ženi Mariji. Maarjamäe je estonska oblika imena Marija.
Orlov-Davidovi so zaradi ruske revolucije  leta 1917 dvorec oddali v najem. Od leta 1933 do 1937 sta bila v njem restavracija in hotel. Dvorec je nato kupila estonska vlada in v njem namestila Šolo vojaškega letalstva Republike Estonije. Po ruski okupaciji Estonije so šolo zaprli, leta 1940 pa je stavbo prevzela sovjetska vojska.
Leta 1987 je bil v palači odprt Zgodovinski muzej revolucije v Estonski SSR. Po estonski razglasitvi neodvisnosti leta 1991 je bil muzej obnovljen in dopolnjen.
Leta 2017 se je v palačni kompleks preselil Filmski muzej, ustanovljen leta 2006.

## Eksponati
- Pokrov v obliki Amsetove glave
- Predmeti kundske kulture
- Kumenski srebrni zaklad iz železne dobe
- Oklep viteza Livonskega reda
- Abak, domnevno last Ivana Stefanoviča Mazepe; les, usnje, steklo in kost, začetek 18. stoletja
- Obredna maska z Aljaske, 19. stoletje